# Susan Sullivan
Susan Michaela Sullivan (født 18. november 1942) er en amerikansk skuespiller, kendt for flere bemærkelsesværdige roller på forskellige tv-programmer. Sullivan spillede rollen Lenore Curtin Delaney i sæbeoperaen, Another World (1971-1976), servitrice Lois Adams i den første sæson (1980-1981) i komedien It's a Living,  Maggie Gioberti Channing i sæbeoperaen, Falcon Crest (1981-1989), og Kitty Montgomery i sitcom Et umage par (1997-2002). 

## Tidlig karriere
Sullivan blev født i New York City, men opvoksede i byen Freeport på Long Island, Nassau County, New York, hvor hun dimitterede fra Freeport High School i 1960. Hun fik en BA i drama fra Hofstra University i 1964. I den sidste del af hendes college år (1963-1964), arbejdede hun som en Playboy Bunny. Hun fik sin skuespilstart i 1960'erne, hvor hun spillede overfor Dustin Hoffman i Broadway-stykket Jimmy Shine. Hun fik en kontrakt med Universal Studios i 1969, hvor hun skulle lave gæsteoptræden på flere shows. Det var i denne periode spillede hun dele i dramaer i dagtimerne. 
Da hun begyndende med en rolle på A World Apart i 1970, fik hun til en fem-årig optræden som Lenore Moore Curtin Delaney i sæbeoperaen Another World. Sullivan spillede rollen fra 1971 til 1976. Sullivan spillede Charlton Heston's kæreste Ann, en ny karakter, som skrives ind i TV-versionen af filmen Midway i 1976.
Hun fik en Emmy-nominering for rollen som Maggie Porter i tv-dramaet Rich Man, Poor Man Book II, som bragte Sullivan endnu mere opmærksomhed. Hun spillede Dr. Julie Farr i Having Babies, som blev lavet i to tv-film og senere en kortvarig ugentlig serie i 1978.
I 1980 optrådte hun i It's a Living, hvor hun spillede servitrice Lois Adams.

## Eksterne links
- Wikimedia Commons har flere filer relateret til Susan Sullivan
- Susan Sullivan på Internet Movie Database (engelsk)
- Susan Sullivan på Svensk Filmdatabas (svensk)
- Susan Sullivan på AlloCiné (fransk)
- Susan Sullivan på AllMovie (engelsk)
- Susan Sullivan på The Movie Database (engelsk)
- Susan Sullivan på Internet Broadway Database (engelsk)